# Camp de Horneburg
Le camp de Horneburg est une unité de travail forcé dépendant du camp de concentration de Neuengamme, dont les déportées sont principalement affectées au service de l’entreprise Philips-Valvo-Röhrenwerke.

## Contexte
À partir de 1942, le cours de la guerre oblige l’Allemagne nazie à enrôler de nouvelles classes de conscrits qui laissent un vide dans les chaînes de production. Pour compenser ces pertes, les autorités mobilisent d’abord la population féminine, puis des travailleurs forcés étrangers, et finalement la population concentrationnaire. Moyennant finances, la SS organise la mise à disposition des déporté(e)s, soit en installant des entreprises à l'intérieur des camps de concentration, soit en détachant des unités de travail forcé dans des ateliers ou sur des chantiers (Kommandos extérieurs). La gestion de la main-d'œuvre concentrationnaire donne lieu à d'incessants transferts de détenu(e)s qui empêchent parfois de reconstituer un état des lieux précis des effectifs et des pertes.

## Première occupation
En juillet 1943, les bombardements alliés sur Hambourg obligent le régime nazi à transférer ses activités stratégiques. C’est le cas des usines Philips-Valvo-Röhrenwerke, dont les usines sont transférés à Horneburg, à l'ouest de Hambourg, dans un atelier de peausserie désaffecté.
En octobre 1944, environ 200 Juives hongroises, regroupées à Auschwitz-Birkenau après un passage par divers ghettos, sont transférées sur le site de Honeburg. Elles sont logées dans des baraquements construits quelques mois plus tôt. Elles doivent fabriquer des lampes pour radios et appareils de télécommunication, ainsi que des ampoules électriques, entre autres pour les sous-marins.
Elles rejoignent ainsi une cinquantaine de déportées néerlandaises arrivées quelques jours plus tôt, en provenance de  Ravensbrück (via le camp de concentration de Herzogenbusch) et affectées aux mêmes ateliers, mais également à des travaux à l’intérieur du camp et dans le port d’Horneburg.
Mi-février 1945, les SS transfèrent les détenues au kommando de femmes de Porta Westfalica,.

## Seconde occupation
Le 24 février 1945, le camp de Horneburg est réoccupé par 300 Juives hongroises transférées depuis Auschwitz, via le camp de Weisswasser (un kommando extérieur du camp de concentration de Gross-Rosen). Elles sont affectées à la production de lampes radio et d’ampoules électriques chez Philips-Valvo.
Fin mars, un groupe de 60 déportées est transféré à Porta Westfalica.
Enfin, le 8 avril, un dernier contingent est transféré en train vers Bergen-Belsen, où il arrive le 11 avril. Les survivantes sont libérées  par les Britanniques le 15  avril 1945,.

## Direction
Le kommando de femmes de Horneburg est placé sous la responsabilité du SS-Unterscharführer Peter Klaus Friedrich Hansen. Il s'appuie sur une dizaine de gardiennes au contact des détenues et sur un détachement de la Wehrmacht pour la sécurité extérieure du camp,.

## Mémorial
Depuis 1997, une pierre commémorative portant une inscription a été érigée sur l’emplacement de l’ancien camp.